# Aaron Shust
Aaron Shust (ur. 31 października 1975 roku w Chicago w Illinois, USA) – amerykański muzyk tworzący w gatunku współczesnej muzyki chrześcijańskiej, artysta z etykietą Brash Music. W 2007 roku Aaron został autorem tekstów i nowym artystą tego roku, a jego piosenka „My Savior My God” również została wybrana utworem roku na GMA Dove Awards of 2007.

## Kariera
Aaron dorastał w pobliżu Pittsburgh w stanie Pensylwania w USA. Studiował muzykę na Toccoa Falls College w Georgii, gdzie studiował muzykę Wolfganga Amadeusa Mozarta i Johanna Sebastiana Bacha. Na jego muzykę wpływy mieli tacy jak U2 czy Bob Marley. Aaron rozpoczął przedstawienia dla kościoła i w coffeehouses w wyższej szkole.
Aaron stał się czołowym wielbicielem w kościele Perimeter w Duluth, Georgia w 2000 roku.
W 2004 roku nagrywa swój pierwszy album „Anything Worth Saying” wraz z producentem Dan Hannon, który wydaje album do Brash Music i wkrótce podpisuje z Aaronem kontrakt.
W 2007 roku na GMA Dove Awards of 2007 w Nashville w stanie Tennessee, Aaronowi przyznano 3 gołębie: Piosenka roku (My Savior My God), Autor tekstów roku i nowy wokalista roku.

## Życie prywatne
Aaron mieszka w Duluth w stanie Georgia w USA wraz z żoną Sarah i ich synem Danielem.

## Dyskografia
- 2005 Anything Worth Saying
  - Matchless, singel, 2005
  - My Savior My God, singel, 2006
- 2007 Whispered and Shouted
  - Give Me Words To Speak, singel, 2007